# Сенлакський пагорб
Сенлакський пагорб (англ. Senlac Hill) — природний кряж, узвищення висотою 275 футів (84 метри) над рівнем моря, яке було розташоване поблизу теперішнього міста Бетл у Східному Сассексі, Англія. Відоме тим, що саме на ньому 14 жовтня 1066 року король Англії Гарольд розташував свої війська під час битви при Гастінгсі. Високий пагорб ускладнював дії норманів, змушених безуспішно атакувати позиції англійців вгору крутим схилом. Перемогти у битві нормани змогли тільки після того, як удаваним відступом зманили англійців із пагорбу.
Пізніше, верхню частину пагорбу було зрито для будівництва Абатства Бетл.